# Anders Fredrik Centerwall
Anders Fredrik Centerwall (17. marts 1845 i Malmø – 18. august 1907 i Stockholm) var en svensk artilleritekniker, fætter til Julius Centerwall.
Centerwall begyndte sin officersbane 1865 og blev 1901 generalmajor samt 1902 chef for det nydannede kystartilleri, af hvis organisation han havde indlagt sig meget stor fortjeneste. Årene 1902-03 udgav han Inre ballistisk räknemetod for Nobelkrut. Som artilleriteknisk rådgiver har Centerwall i høj grad bidraget til Bofors kanonfabrikkers store fremskridt.